# 雄風三型反艦飛彈
雄風三型反艦飛彈是中山科學研究院開發的超音速反艦飛彈，因可大幅壓縮目標艦的反應時間而被媒體譽為「航艦殺手」。此種飛彈被廣泛部署於中華民國海軍的水面艦艇與海鋒大隊的飛彈發射陣地，海巡署安平級巡防救難艦亦可基於「平戰轉換」之基礎，裝載此種飛彈以配合海軍執行反水面作戰任務。

## 發展

### 緣起
1970年代末期，中華民國國軍的勝利女神飛彈已無法應對當時的威脅，美國政府也因為剛與中華人民共和國建交而拒絕出售愛國者飛彈，中山科學研究院遂啟動自行研製防空飛彈系統的計畫。在時任中科院長黃孝宗的領導下，中科院飛彈火箭研究所（簡稱二所）於1981年2月成立了專責研發防空飛彈系統的「天弓計畫室」，負責推動兩個開發計畫：
- 天弓甲型：採用冲压发动机的載具，計畫後更名為天弓二型
- 天弓乙型：採用固體火箭發動機的載具，計畫後更名為天弓一型

為此，中科院於1984年在美國馬夸特（Marquardt）公司幫助下建造用於測試衝壓發動機的高熵風洞，又從美國沃特公司獲得了空射冲压发动机（Air Launched Low Volume Ramjet，ALVRJ）與超音速戰術飛彈（Supersonic Tactical Missile，STM）的相關技術。然而此種飛彈在設計時僅考慮攻擊地面及海面目標的需求，需重新設計部分結構才可將其修改為防空飛彈，而中科院二所始終無法克服衝壓發動機燃燒不穩定的問題，導致衝壓式防空飛彈案於1990年遭終止，天弓二型防空飛彈也改採固體火箭發動機作為動力來源。

### 擎天載具
在衝壓式防空飛彈案終止後，中科院二所另於1990成立了「擎天計畫室」以延續對衝壓發動機的研究，並用現有技術生產了數枚「擎天Mk-1」載具以進行助推火箭、衝壓發動機與控制系統的測試，另驗證其高空巡航、掠海飛行及高G水平轉彎的能力。然而擎天Mk-1採用尾部掛載式的助推火箭，其長度超過了彈體的一半，不利於運輸與儲存，中科院遂在此基礎上研發採用側掛式助推火箭的擎天Mk-2載具。經過多項測試後，二所於1996年進行了代號為「擎天五號」的改良型擎天Mk-2試射，擎天五號也於該次試驗中成功以數公尺高的終端彈道命中靶標。至此，擎天載具的測試宣告初步完成，擎天計畫室也被併入負責研發反艦飛彈的雄風作業室，雄風三型反艦飛彈的研發計畫正式啟動。

### 測試與服役
1997年，雄風三型反艦飛彈進行了首次飛行測試，並在2004年完成了研發測試評估（Development Test and Evaluation，DT&E）。首批測試用的雄風三於2004年底至2005年初被裝上成功軍艦，海軍隨後於2005年完成了作戰測試評估（Operational Test & Evaluation , OT&E）。
雄風三型反艦飛彈於2007年10月的中華民國國慶日閱兵上正式對外公開，量產預算也於同年底以「追風專案」為計劃名編入年度國防預算，預計於2007至2014年間以新台幣118億9,300萬的預算量產並部署120枚艦射型雄風三。此批雄風三於2014年宣告進入完全戰備階段（Full Operational Capability , FOC），陸射型雄風三也於2017年以「機動飛彈車」為名編列136億元的預算進行量產。由於國軍對飛彈的需求逐步增加，中科院也於2018年開始興建各式飛彈的量產廠房，使雄風三型反艦飛彈的產量由每年20枚提升至70枚。

### 增程型
體積更大、射程更遠的增程型雄風三自馬英九政府時期即開始研發，並在蔡英文政府時期正式以「磐龍計畫」為名建案，預計生產60枚射程達400公里的增程型雄風三。中科院隨後在2017年－2019年間對增程型雄風三進行多次實彈試射，量產預算則於2021年通過的「海空戰力提升計畫採購特別條例」中正式編列。2025年7月15日，漢光41號演習增程型雄風三首次投入部署。

### 空射型
2022年2月，軍方相關官員指出，中科院積極研發空射型雄風三。空射型雄風三彈體較艦射型、陸射型縮小，重量減輕，可由現役戰機配備，在空中對大型水面艦艇進行遠距精準攻擊。
2025年2月21日，有軍事迷在空軍清泉崗基地外捕捉到F-CK-1經國號戰鬥機掛載空射型雄風三的測試照片，圖中顯示F-CK-1A MLU經國號戰鬥機(編號1490)在左右機翼下各掛載了一枚空射型雄風三的測試彈，進行地面滑行測試。
3月7日，有航空迷目擊同架F-CK-1A MLU經國號戰鬥機(編號1490)首度在左右翼下各攜掛空射型雄風三升空進行試飛，從拍攝角度看，彈體的長度比機腹中線掛載的275加侖油箱更長。

## 事故

### 誤射
2016年7月1日上午8點15分，隸屬於中華民國海軍131艦隊的金江軍艦（PGG-610）因人員操作不當而誤射一枚戰備用雄風三型反艦飛彈。該彈在飛行2分鐘後以彈頭上的尋標器對模擬目標海域進行搜索，並擊中了離虛擬目標點1.9海里的高雄籍漁船「翔利昇」號，導致船長黃文忠死亡，另外三名船員受傷。
此事發生後，國防部向受害者家屬支付了新台幣3,484萬元的國家賠償金，另有有７名海軍官員受處分，其中金江艦長、兵器長、射控士官長與誤射的飛彈中士被移送法辦。中山科學研究院也重新設計了雄三飛彈的發射程序與設備的操作介面，以防止未來再次發生誤射事故。

## 圖集

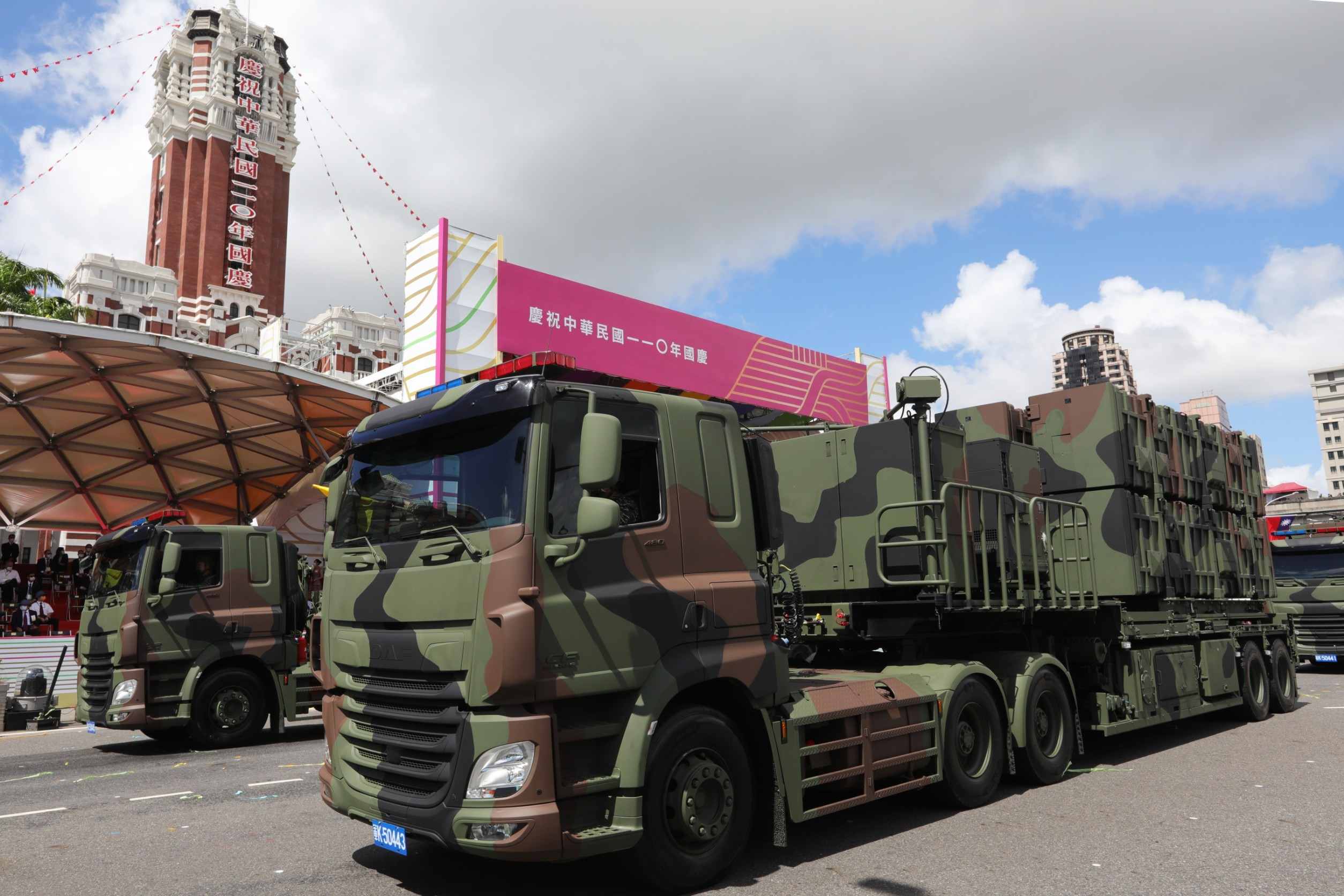
雄風三型反艦飛彈機動飛彈發射車
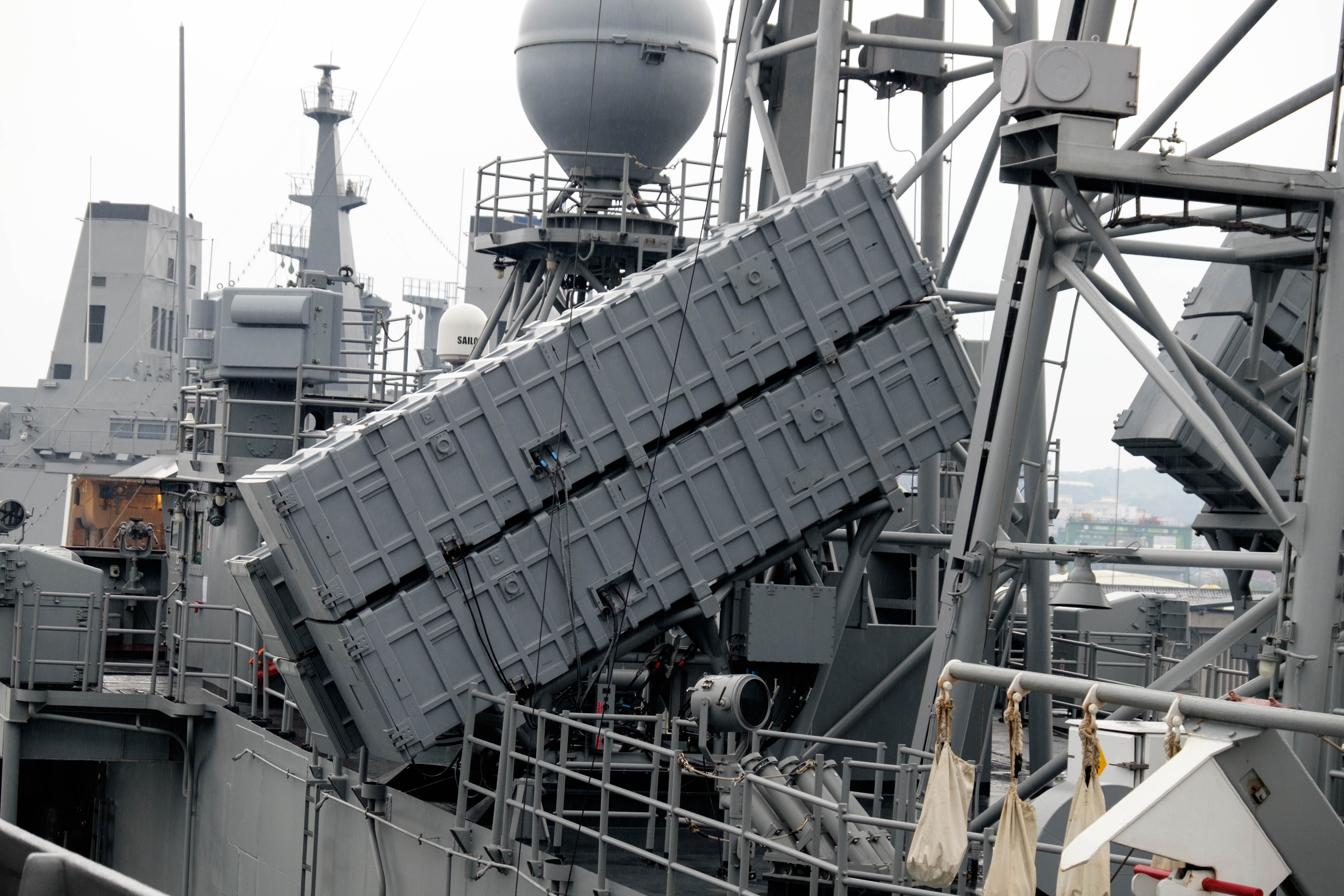
成功級張騫號巡防艦上的雄風三型反艦飛彈發射箱
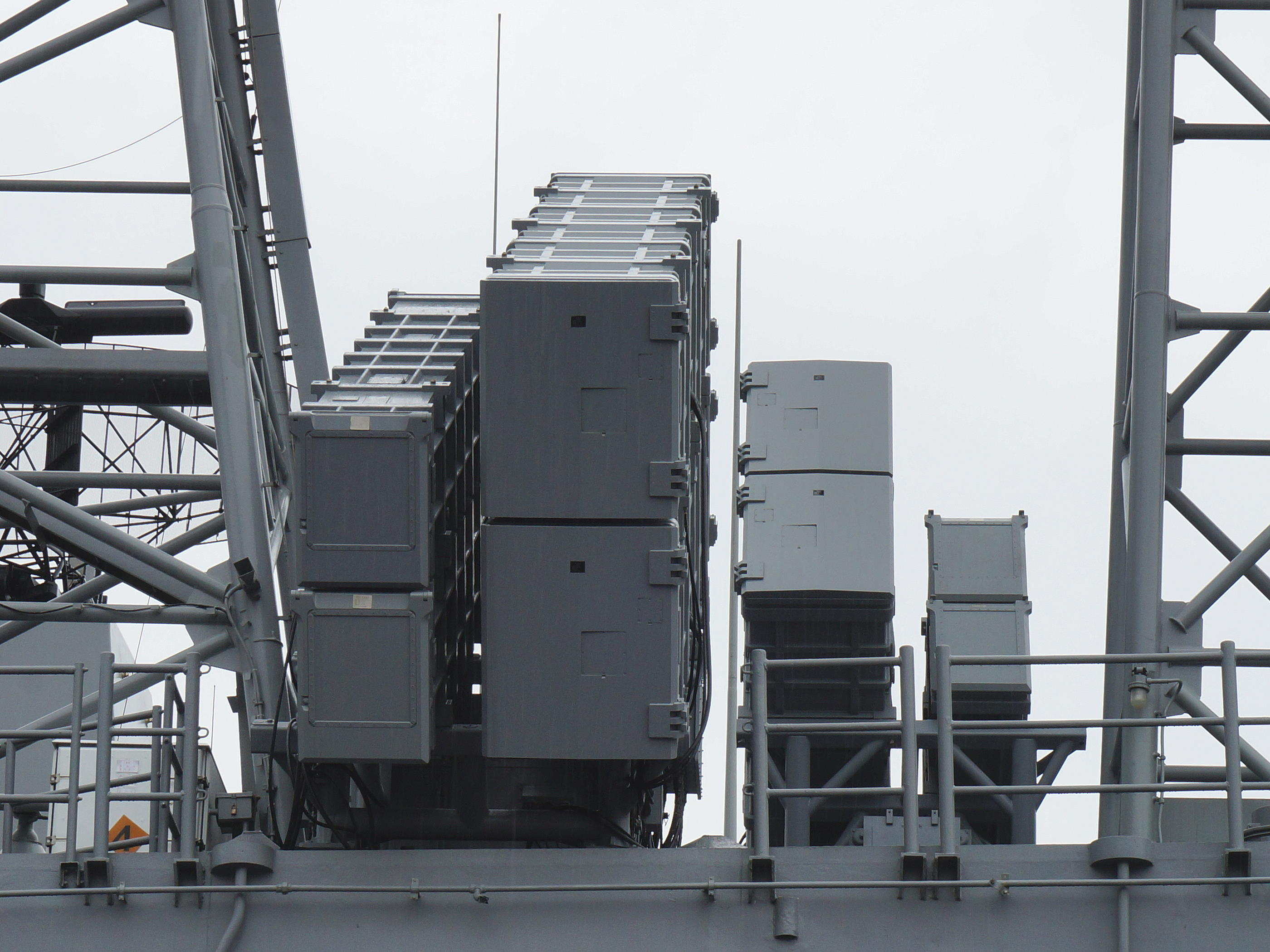
成功級田單號巡防艦上的雄風二型反艦飛彈與雄風三型反艦飛彈發射箱
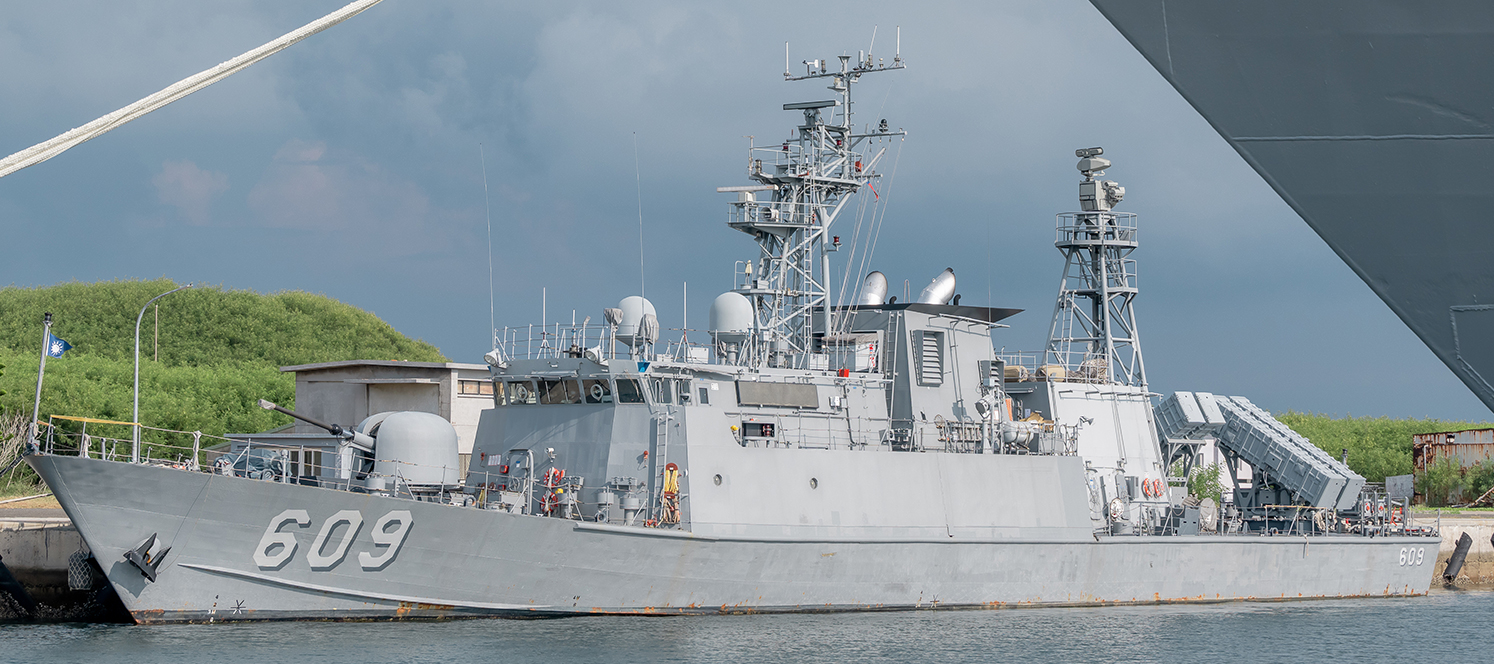
配備四枚雄風三型反艦飛彈的錦江級巡邏艦
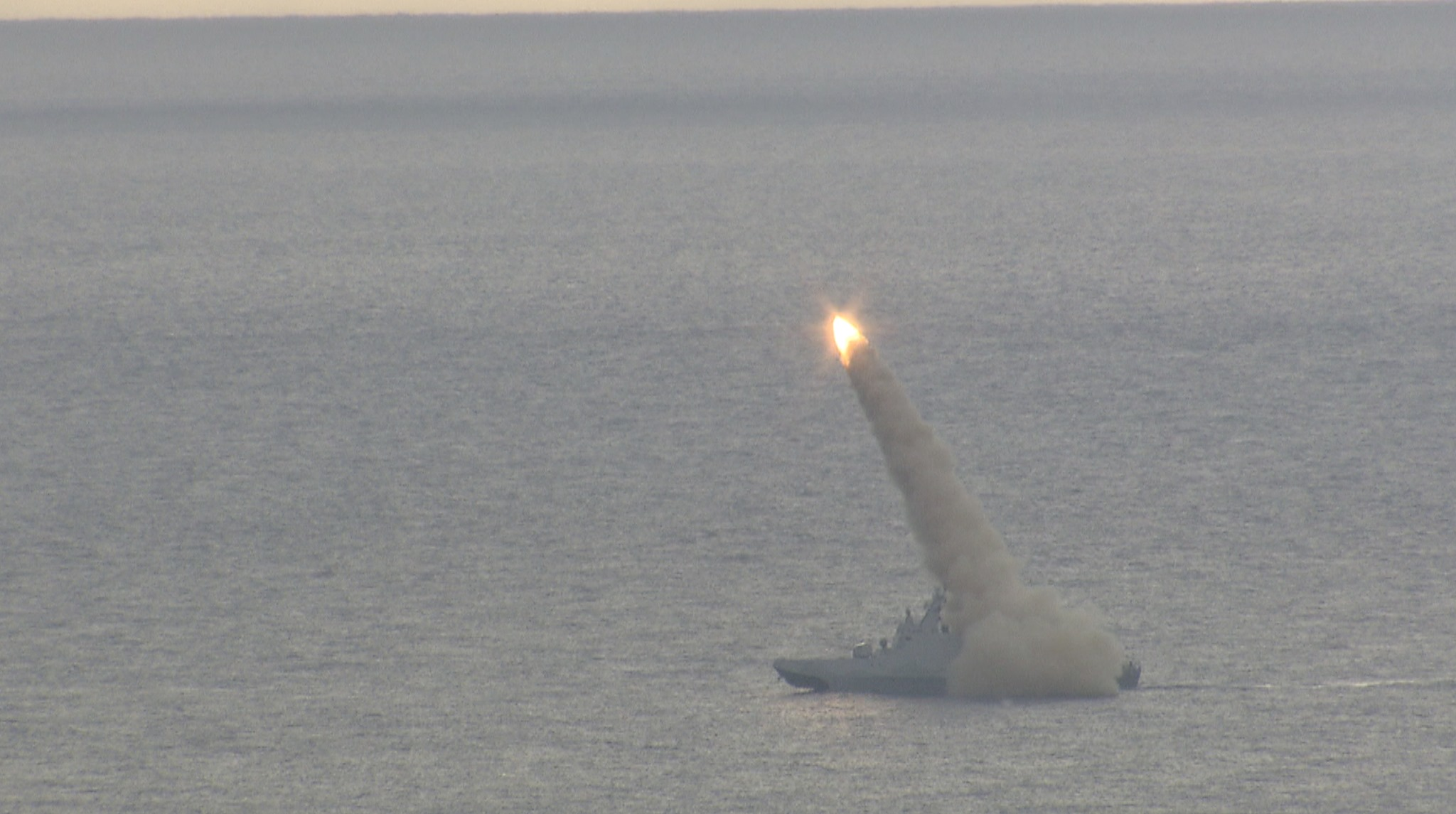
沱江號巡邏艦發射一枚雄風三型反艦飛彈
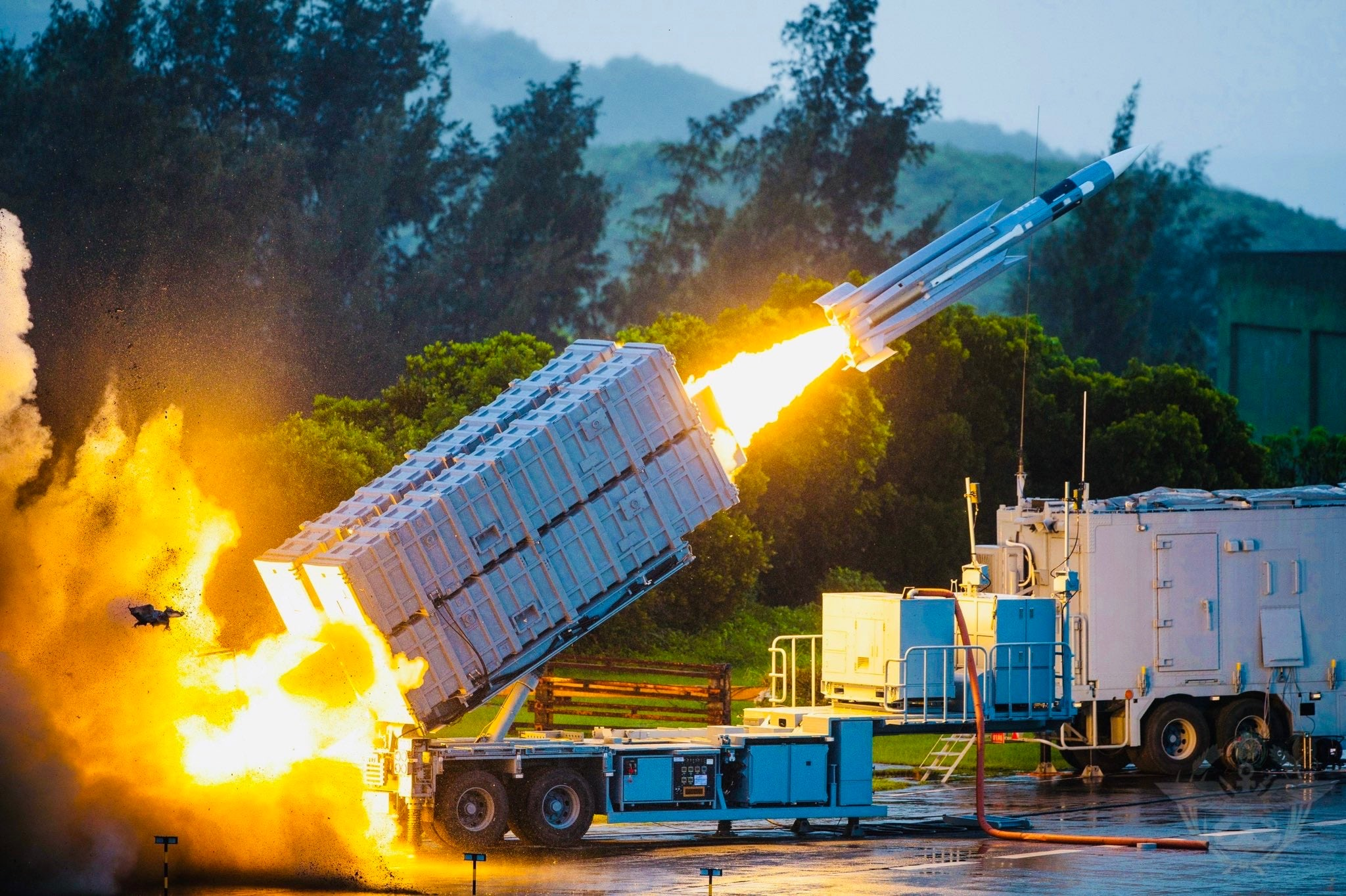
雄風三型從飛彈發射車發射
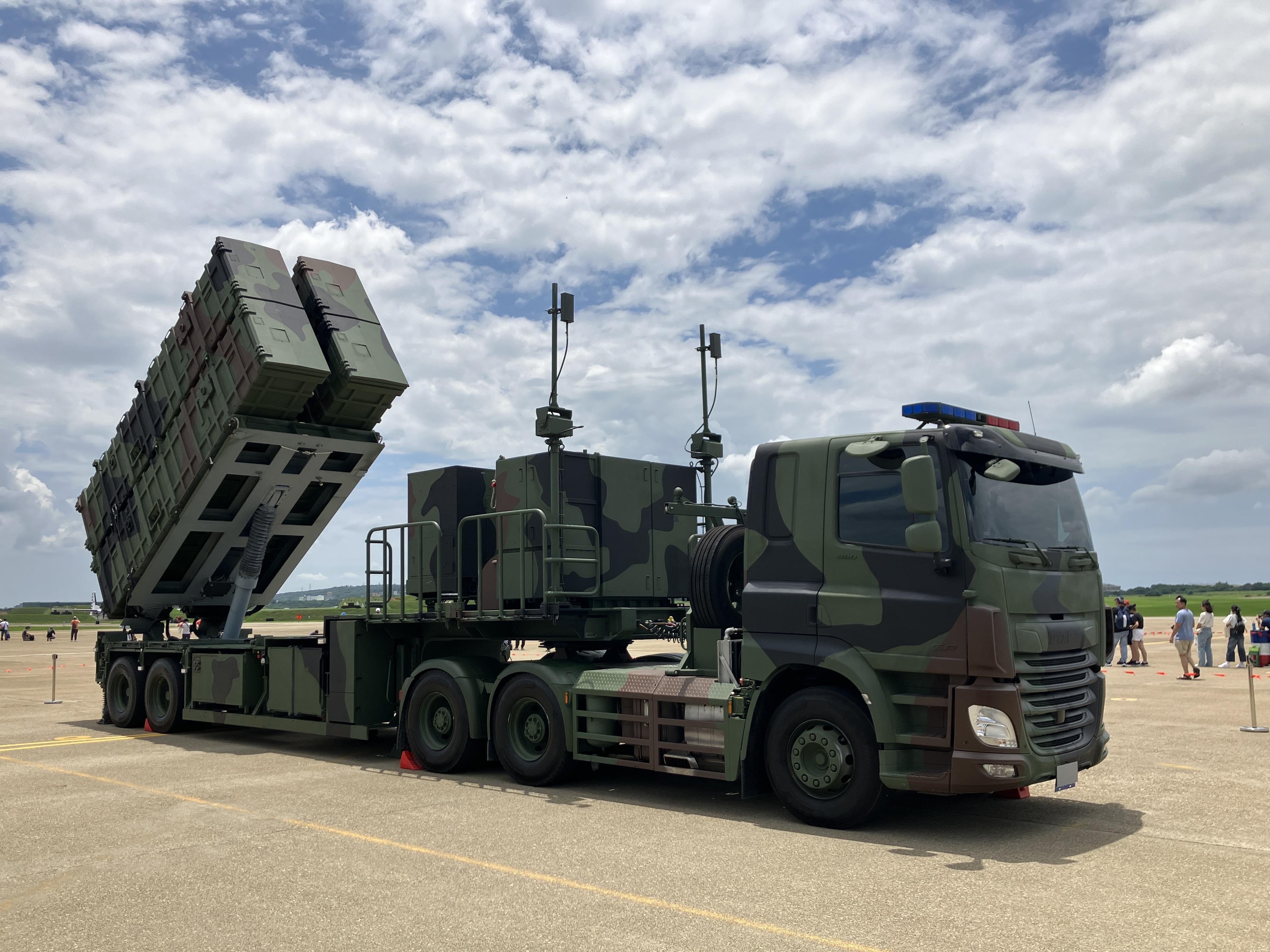
雄風三型反艦飛彈發射車

## 另見
- 雄風一型反艦飛彈
- 雄風二型反艦飛彈
- 布拉莫斯导弹
- Kh-31导弹
- P-270蚊子导弹
- 鷹擊12反艦飛彈